# Pterolophia partealboantenata
Pterolophia partealboantenata är en skalbaggsart som beskrevs av Stefan von Breuning 1966. Pterolophia partealboantenata ingår i släktet Pterolophia och familjen långhorningar. Inga underarter finns listade i Catalogue of Life.